# St. Viktor (Birten)

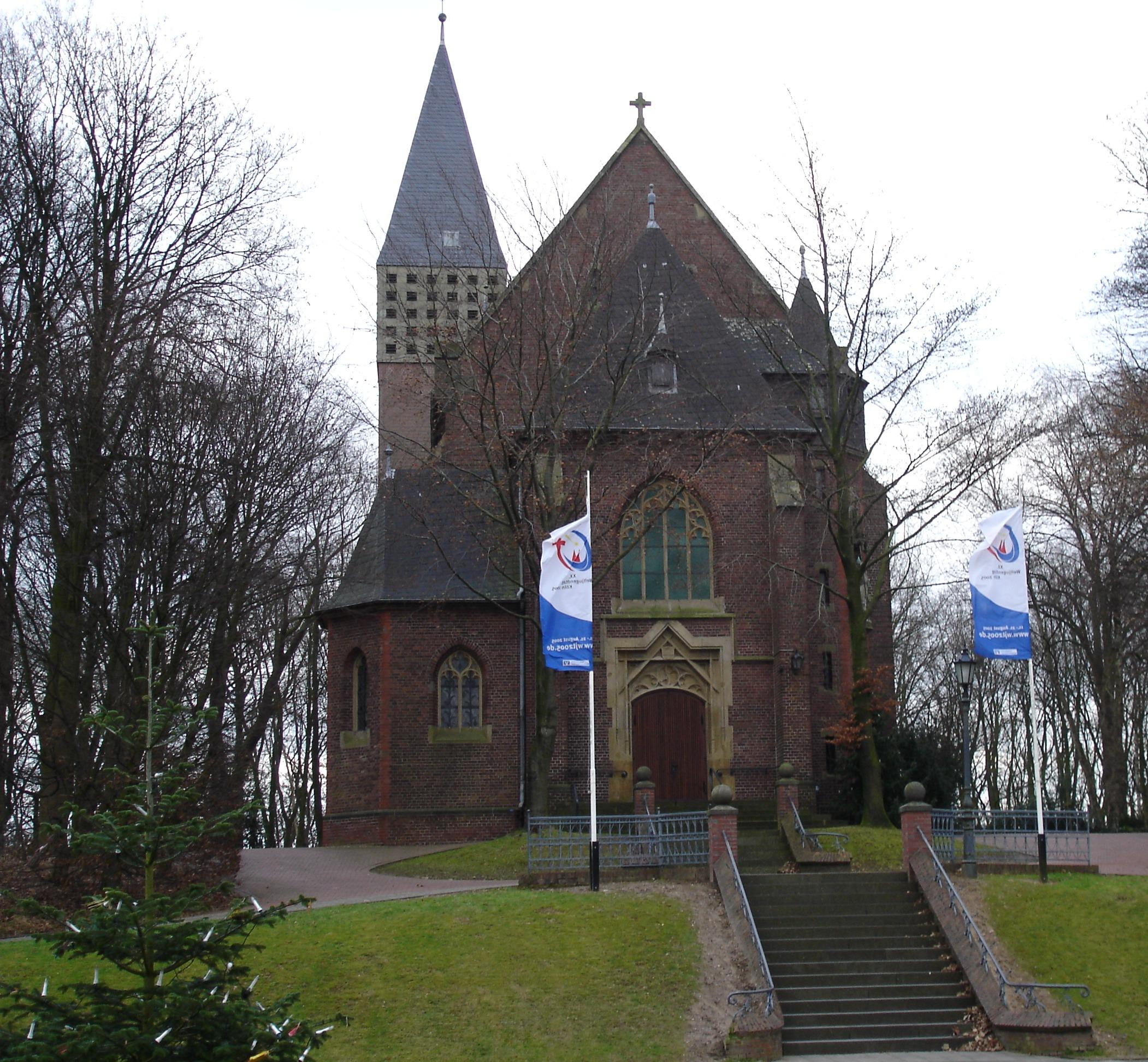
Kirche St. Viktor

Die katholische Pfarrkirche St. Viktor ist ein denkmalgeschütztes Kirchengebäude in Birten, einem Ortsteil von Xanten im Kreis Wesel (Nordrhein-Westfalen).

## Geschichte und Architektur

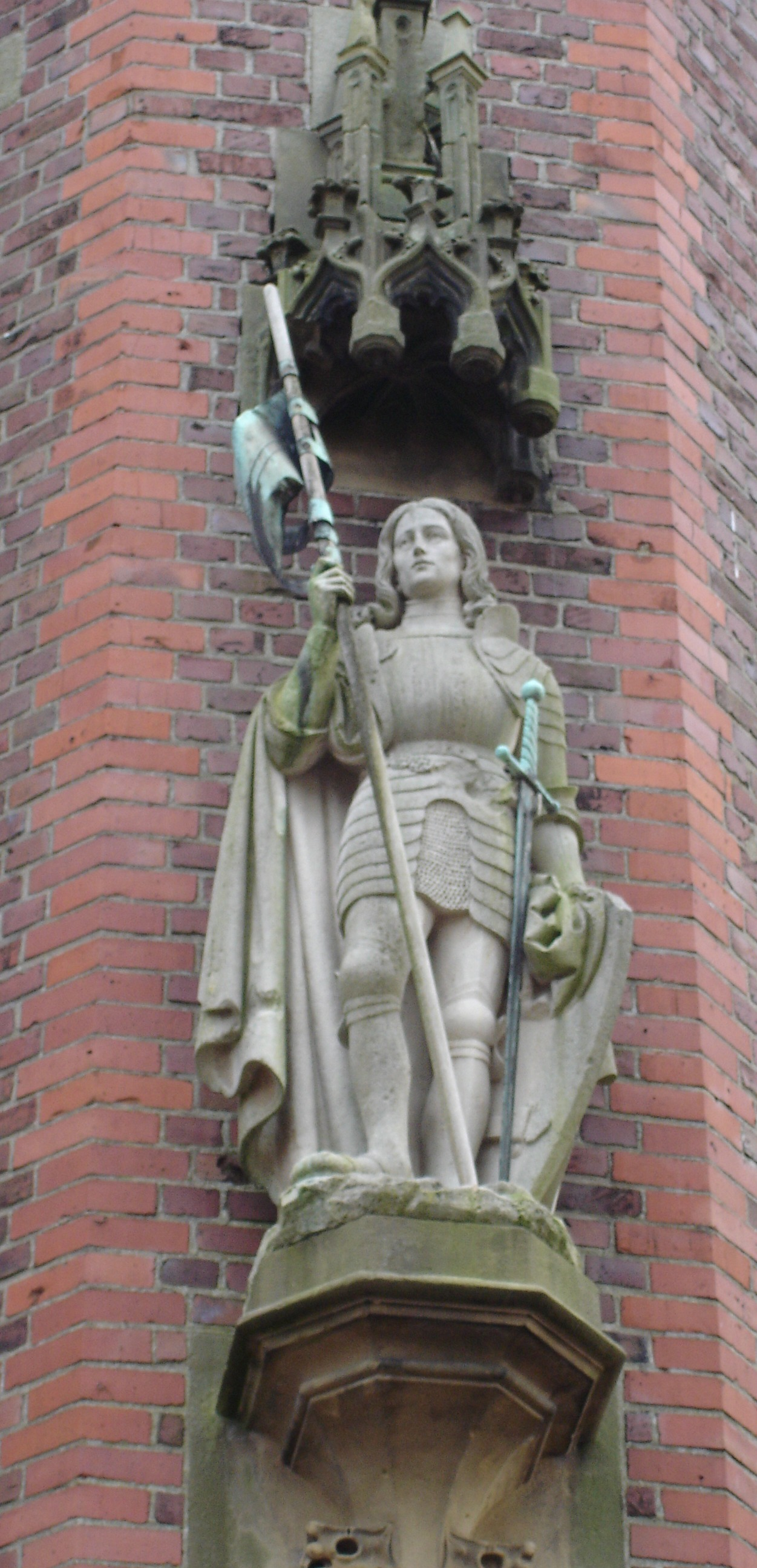
Figur des Hl. Viktor an der Kirche

Der neugotische, kreuzförmige Backsteinbau mit Treppenturm in Chorwinkel und einer Westvorhalle mit Sakristei wurde von 1902 bis 1905 nach Plänen von Caspar Clemens Pickel errichtet und nach der Sprengung von 1945 in modernen Formen wieder aufgebaut.

## Ausstattung
- Die Leuchterkrone mit zweimal sechs Lichtarmen ist mit einer Madonnenfigur bekrönt. Sie wurde zum Ende des 15. Jahrhunderts aus Maasländischem Gelbguss gegossen.
- Die Holzskulpturen der Heiligen Bernhardin von Siena und Bonaventura stammen aus der Zeit um 1475/80 und sind der Werkstatt Arnt Beeldesniders zugeschrieben. Die Fassung stammt aus neuerer Zeit, die Attribute wurden erneuert.
- Eine niederrheinische Figur der hl. Helena von 1510, die Fassung ist aus neuerer Zeit, das Attribut ging verloren.
- Ein hl. Antonius um 1510 mit Resten einer älteren Fassung.
- Ein Engelspaar mit dem Schweißtuch der hl. Veronika vom Anfang des 16. Jahrhunderts. Das Antlitz Christi und Flügel wurden ergänzt.
- Eine Figur der hl. Maria Magdalena vom ersten Viertel des 16. Jahrhunderts, sie wurde später neu gefasst, die linke Hand und das Salbgefäß gingen verloren.
- Eine Maria vom Siege vom 18. Jahrhundert mit alter Weiß-Gold-Fassung.
- Im Turm hängen vier Glocken in den Tönen ges¹ as¹ b¹ und des². Sie wurden 1963 von der Firma Petit & Gebr. Edelbrock in Gescher gegossen.